# Гордана Гордић
Гордана Гордић (Београд, 9. фебруар 1939 — Београд, 1. јул 2022) била је српски историчар уметности. Она је радила на откривању и представљању београдског културног наслеђа.

### Биографија
Основну школу и гимназију завршила је у Београду, a дипломирала је на групи за историју уметности Филозофског факултета у Београду (1962). Одмах по завршетку студија запослила се у Заводу за заштиту споменика културе града Београда где је радила на пословима евиденције и истраживања архитектонских објеката на подручју града Београда (истражено и евидентирано три хиљаде објеката), валоризације архитектонских објеката и њиховог проглашења за културно добро (сто објеката), истраживања и валоризације просторно културно историјских целина за проглашење за културно добро или претходну заштиту за Кнез Михаилову улицу, Косанчићев венац, Скадарлију, Копитареву градину, Топчидер, Сењак, Дедиње, Неимар, израде историјских, стилских и архитектонских анализа архитектонских објеката за детаљне урбанистичке планове (две стотине), израде конзерваторских услова за споменике културе и објекте који уживају претходну заштиту (три стотине) и промоције културне баштине у земљи (широм Југославије, а затим Србије и Црне Горе) и иностранству (Париз, Праг, Москва, Санкт Петербург, Нижњи Новгород, Јарославље, Пловдив, Варшава, Цирих, Берн, Лион, Рим, Софија, Алма – Ата, Беч, Солун).
Била је стални сарадник културних рубрика Политике, Политике експрес, Вечерњих новости, Политикиног забавника, часописа Дуга, Илустрована политика и Стари град.
Преминула је 1. јула 2022. године.

### Награде
Добитник је следећих награда:
- За заштиту културног наслеђа, награда Друштва конзерватора Србије, 1997;
- За трајни допринос култури главног града, Златни беочуг културно просветне заједнице Београда, 2001;
- Награда Руске академије архитектуре и Друштва архитеката Русије, 2000. године, за изложбу и каталог „Руски архитекти у Београду“;
- Награде, признања, повеље и плакете Скупштине града Београда, Урбанистичког завода, Туристичке организације Београда, Дечјег културног центра и др.
- Диплому чувара културне баштине, Министарства културе и информисања поводом обележавања Дана европске баштине 2011. године;
- Захвалницу града Београда – градска управа, за популаризацију наслеђа у оквиру манифестације „Дани Европске баштине“ 2012. године;